# Raveniola virgata
Raveniola virgata is een spinnensoort in de taxonomische indeling van de bruine klapdeurspinnen (Nemesiidae).
Raveniola virgata werd in 1891 beschreven door Simon.